# Santuario di Santa Maria del Campo
La chiesa di santa Maria del Campo è un edificio religioso che si trova nella frazione Madonna del Campo, a circa 2 km dal centro di Mortara in direzione Novara. È il santuario mariano cittadino.

## Storia
L'edificio esisteva già nel 1145, ma della costruzione originaria rimangono solo alcuni frammenti murari nelle colonne e nel tiburio; l'antica chiesa era dedicata a Santa Maria della Pertica, probabilmente per l'usanza degli antichi longobardi di issare lunghi pali in prossimità delle sepolture. Dopo il XV secolo, l'edificio incontrò un periodo di decadenza, tanto che nel 1574 Paolo III lo aggregò al convento domenicano di san Pietro Martire, in Vigevano. Fu meta di numerosi pellegrinaggi, soprattutto durante i periodi di calamità e si attestano anche diverse guarigioni miracolose. Nel 1658 l'edificio fu utilizzato come ospedale di guerra durante l'assedio da parte di Francesco I, duca di Modena. Illustri pellegrini del santuario furono frate Antonio Michele Ghisleri, poi papa Pio V e san Carlo Borromeo. Dal 1780 è alle dipendenze della abbazia di Santa Croce in Mortara. I primi restauri dell'epoca moderna furono eseguiti nel 1915 e nel 1916, a cura dell'architetto Ambrogio Annoni e del dottor Francesco Pezza. Negli anni novanta del secolo scorso furono ultimati degli importanti interventi, che hanno riportato l'edificio all'antico splendore.

### La Madonna del latte
L'affresco della Madonna del latte, eseguito nel 1514 da Tommasino da Mortara, si trova nell'abside della chiesa ed è l'effige venerata in questo santuario. Fu commissionato da Tommasino de' Milanesi, a seguito di una grazia ricevuta e da allora è meta di pellegrinaggi. Con una delibera del Consiglio Comunale del 1542, è decretato che il 18 aprile di ogni anno debba essere celebrato con solennità il ricordo di una guarigione miracolosa, avvenuta il 18 aprile 1539; questa tradizione si conserva ancora oggi.
Attorno all'affresco, Giovanni Battista Crespi, detto Il Cerano realizzò nel 1595 una teoria di angeli musicanti. Nel 1590 il marchese Gerolamo Tornielli di Novara aveva donato una somma di 200 scudi per la costruzione di una cappella, dedicata a san Giovanni Battista; la somma fu invece impiegata per la decorazione dell'abside.
A fianco dell'effige si trovano due statue in gesso e sabbia, raffiguranti san Giovanni Battista e san Domenico; le due sculture sono attribuite quasi certamente al Cerano. All'esterno della nicchia si ammirano gli affreschi di san Giacomo e san Paolo, entrambe del Cerano. Il secondo è stato ridipinto da Ferdinando Bialetti sull'originale ceranesco.

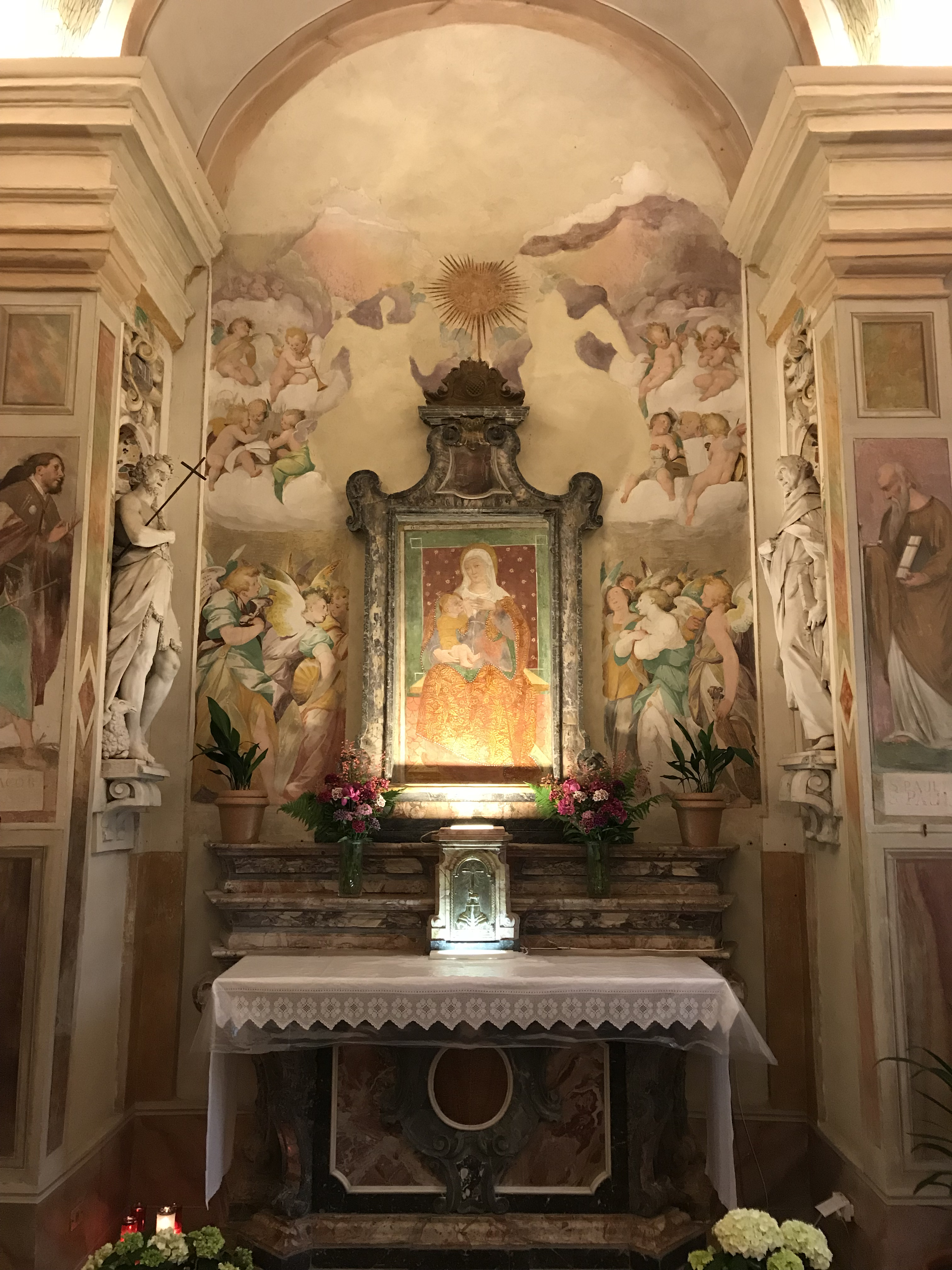
L'abside del santuario

### Il primo miracolo
Il 12 maggio 1341 un'alluvione colpì la città di Mortara e in particolare il borgo della Madonna del Campo. Alcuni bambini con alcuni adulti avevano cercato rifugio in un vano della chiesetta, poiché l'acqua andava crescendo sempre più di livello. Prodigiosamente le acque hanno iniziato a ritirarsi con grande rapidità e nel campo su cui era costruita la chiesa sono spuntati dei fiori, a formare un’aiuola. Anche le piante da frutto sono fiorite con frutti maturi. I bambini e gli adulti, che si erano rifugiati in chiesa, sono stati salvati.

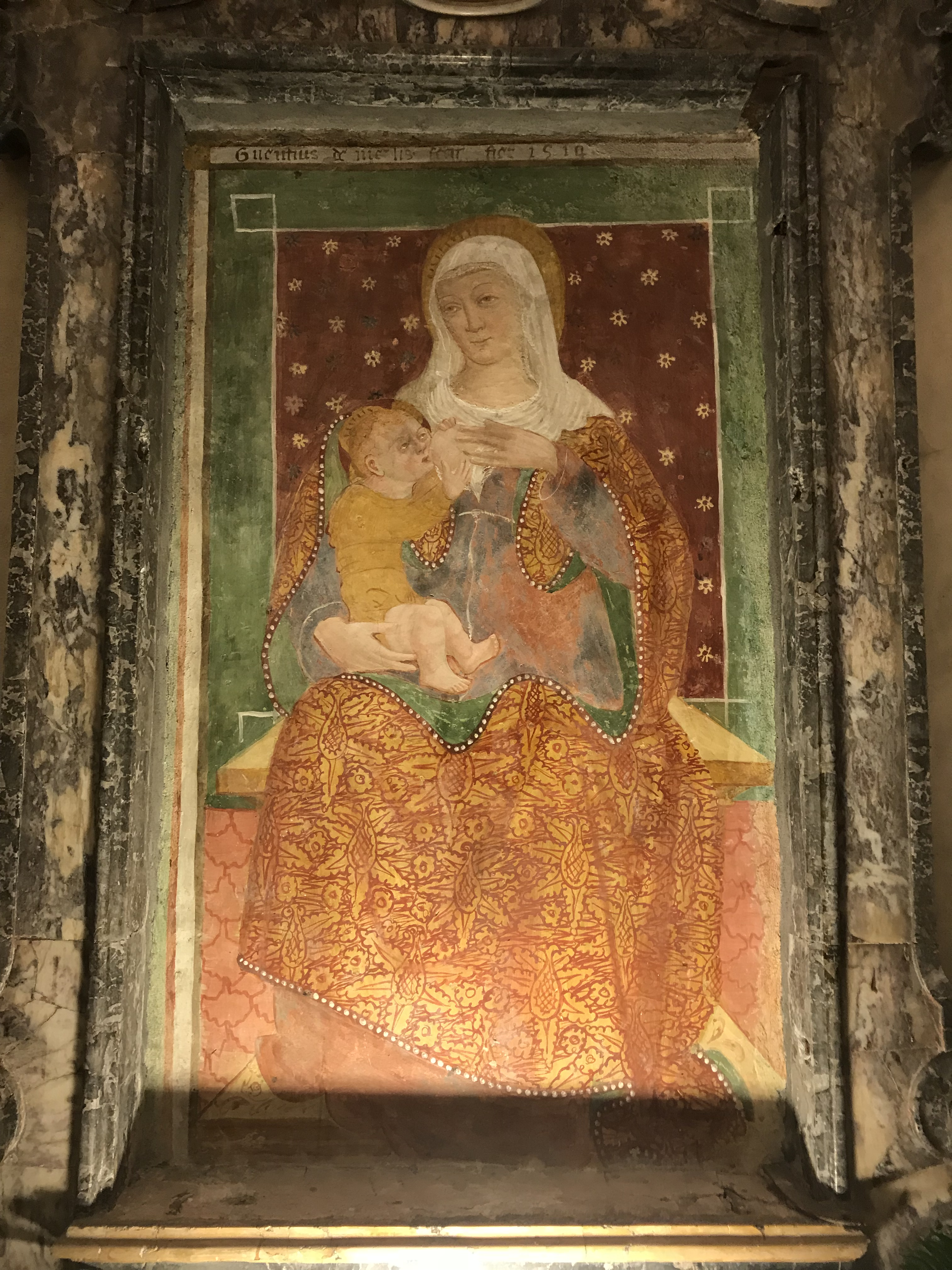
T. da Mortara - Madonna del latte

## Descrizione

### Esterno
La facciata dell'edificio è a capanna, in stile molto semplice che probabilmente sostituisce il precedente mattonato a vista e che ripete le linee longobardo-gotiche delle chiese a sala, tipiche della Lomellina. Nella nicchia del portale è conservato un affresco quattrocentesco dell'Annunciazione, ormai quasi completamente perduto.

### Interno
L'interno, in stile rinascimentale, è a navata unica a croce latina con un elegante tiburio all'incrocio dei bracci. La navata è caratterizzata dalla presenza di otto ampie nicchie laterali, che ospitano affreschi datati dal XV al XVII secolo.
L'arco trionfale è decorato con un grande affresco che raffigura la battaglia di Mortara, combattuta fra Carlo Magno e Desiderio il 12 ottobre 773; nella battaglia persero la vita i SS. Amico e Amelio. L'opera è del pittore Ferdinando Bialetti ed è datata 1915.
Dietro all'arco trionfale si eleva il tiburio, sorretto da pilastri in cotto a dado sgusciato. Al di sotto del tiburio si trova una moderna mensa di forma cubica, installata dopo gli ultimi restauri. Sulla colonna di destra si vede l'affresco di san Lazzaro, probabilmente quattrocentesco. La presenza di questo santo mendicante è frequente in chiese che si trovano su vie di pellegrinaggi (il santuario sorge infatti nei pressi della via Francigena).
Opere di interesse, conservate nelle nicchie laterali, sono San Carlo Borromeo in preghiera davanti al Crocefisso, La Vergine con il Bambino e i SS. Rocco e Domenico (entrambe del 1600) e San Domenico in Soriano con tre Sante domenicane; quest'ultima opera è una tela di Agostino Santagostini, pittore molto attivo a Milano tra il Seicento e il Settecento.
Nel braccio destro del transetto si trova una Madonna con il Bambino, firmata e datata 1630; è un affresco artigianale di buona fattura, ma che rileva ingenuità compositiva.
Di notevole interesse storico, nel braccio sinistro del transetto, un preziosissimo tondo medievale, raffigurante Sant'Ambrogio. Il medaglione in sasso è l’unico frammento sopravvissuto, proveniente dalla antichissima chiesa di san Vittore, che sorgeva in Mortara. La chiesa di san Vittore fu inglobata nel 1507 nella nuova chiesa di santa Chiara del convento delle clarisse, che occupava il sedime dell’attuale centro Cappa-Ricci. L’effige fu rinvenuta nel 1906 ed è la più antica raffigurazione del Patrono che si trovi nella Diocesi di Vigevano.

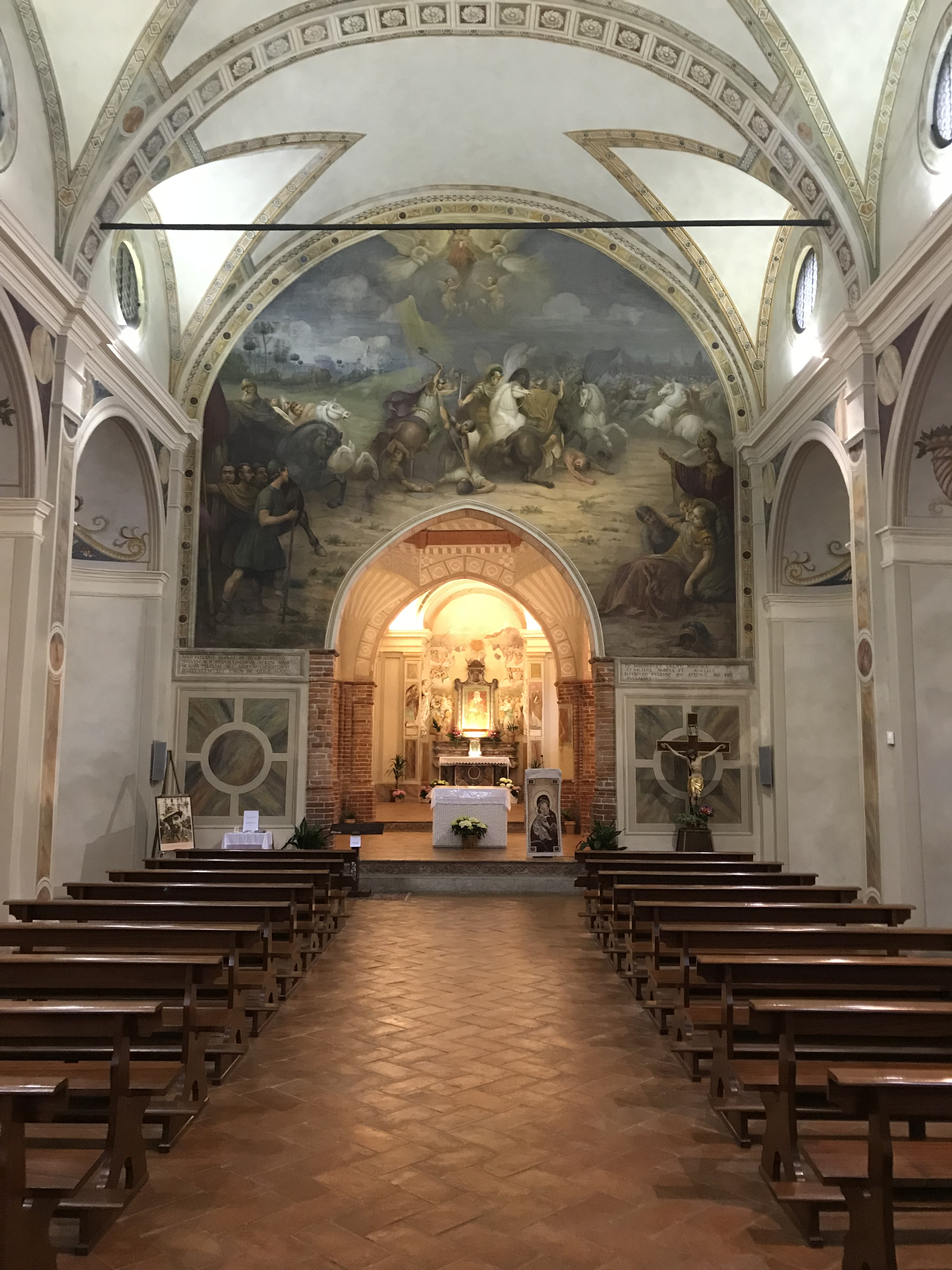
L'interno con l'arco trionfale.

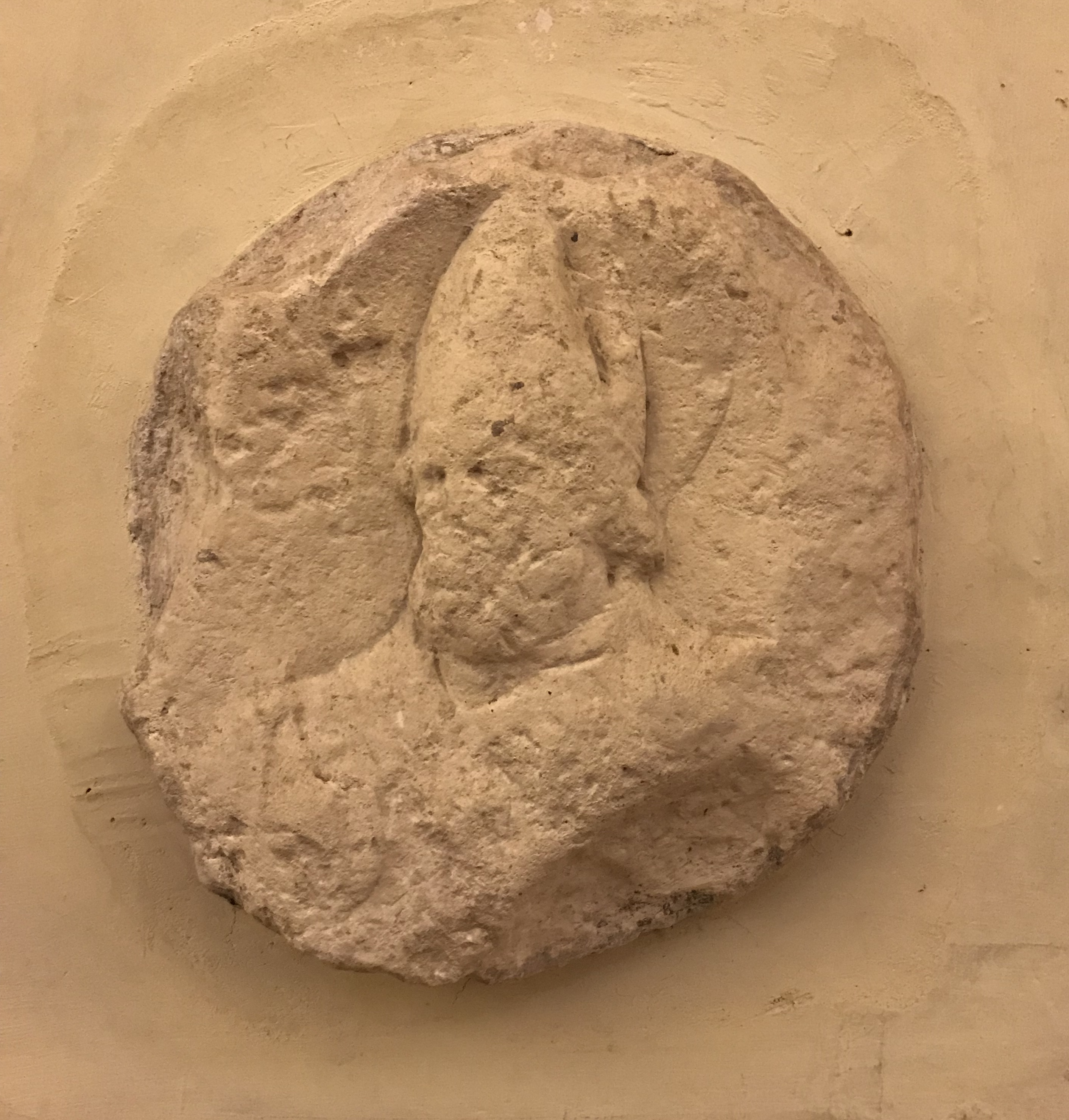
Il tondo raffigurante sant'Ambrogio.